# AY Андромеды
AY Андромеды (лат. AY Andromedae) — двойная звезда в созвездии Андромеды на расстоянии (вычисленном из значения параллакса) приблизительно 2160 световых лет (около 662 парсеков) от Солнца. Видимая звёздная величина звезды — +11m. Ранее считалась переменной звездой, но дальнейшие наблюдения переменности не подтвердили.

## Характеристики
Первый компонент (TYC 3985-1849-1). Видимая звёздная величина звезды — +10,54m.
Второй компонент (TYC 3985-1849-2). Видимая звёздная величина звезды — +10,59m. Удалён на 0,4 угловой секунды.